# Bathyclarias
Bathyclarias es un género de pez de la familia Clariidae.

## Especies
Este género contienen las siguientes especies:
- Bathyclarias atribranchus (Greenwood, 1961)
- Bathyclarias euryodon Jackson, 1959
- Bathyclarias filicibarbis Jackson, 1959
- Bathyclarias foveolatus (Jackson, 1955)
- Bathyclarias gigas
- Bathyclarias ilesi
- Bathyclarias jacksoni
- Bathyclarias longibarbis (Worthington, 1933)
- Bathyclarias loweae
- Bathyclarias nyasensis (Worthington, 1933)
- Bathyclarias rotundifrons Jackson, 1959
- Bathyclarias worthingtoni Jackson, 1959